# Hednota
Genre
Hednota est un genre de lépidoptères (papillons) de la famille des Crambidae.

## Liste d'espèces
Selon BioLib (21 janvier 2020) :
- Hednota acontophora (Meyrick, 1882)
- Hednota ancylosticha Koch, 1966
- Hednota argyroeles (Meyrick, 1882)
- Hednota aurantiacus (Meyrick, 1879)
- Hednota bathrotricha (Lower, 1902)
- Hednota bifractellus (Walker, 1863)
- Hednota bivittella (Donovan, 1805)
- Hednota cotylophora (Turner, 1942)
- Hednota crypsichroa Lower, 1893
- Hednota cyclosema (Lower, 1896)
- Hednota demissalis (Walker, 1863)
- Hednota diacentra (Meyrick, 1897)
- Hednota diargyra (Turner, 1925)
- Hednota dichospila (Turner, 1937)
- Hednota empheres Koch, 1966
- Hednota enchias (Meyrick, 1897)
- Hednota eremenopa (Lower, 1903)
- Hednota grammellus (Zeller, 1863)
- Hednota hagnodes (Turner, 1942)
- Hednota haplotypa (Turner, 1904)
- Hednota hoplitellus (Meyrick, 1879)
- Hednota icelomorpha (Turner, 1906)
- Hednota impletellus (Walker, 1863)
- Hednota invalidellus (Meyrick, 1879)
- Hednota koojanensis Koch, 1966
- Hednota longipalpella (Meyrick, 1879)
- Hednota macroura (Lower, 1902)
- Hednota megalarcha (Meyrick, 1885)
- Hednota mesochra (Lower, 1896)
- Hednota ocypetes Meyrick, 1936
- Hednota odontoides Koch, 1966
- Hednota opulentellus (Zeller, 1863)
- Hednota orthotypa (Turner, 1904)
- Hednota panselenella (Meyrick, 1882)
- Hednota panteucha (Meyrick, 1885)
- Hednota pedionoma (Meyrick, 1885)
- Hednota peripeuces (Turner, 1942)
- Hednota perlatalis (Walker, 1863)
- Hednota pleniferellus (Walker, 1863)
- Hednota polyargyra (Turner, 1913)
- Hednota recurvellus (Walker, 1863)
- Hednota relatalis (Walker, 1863)
- Hednota stenipteralis (Lower, 1903)
- Hednota tenuilineata Koch, 1966
- Hednota thologramma Meyrick, 1936
- Hednota toxotis Meyrick, 1887
- Hednota trissomochla (Turner, 1911)
- Hednota urithrepta (Turner, 1925)
- Hednota vetustellus (Walker, 1863)
- Hednota xiphosema (Turner, 1904)
- Hednota xylophaea Meyrick, 1887

Selon Catalogue of Life (21 janvier 2020) :
- Hednota acontophora Meyrick, 1882
- Hednota ancylosticha Koch, 1966
- Hednota argyroeles Meyrick, 1882
- Hednota atacta Turner, 1941
- Hednota aurantiacus Meyrick, 1878
- Hednota bathrotricha Lower, 1902
- Hednota bifractellus Walker, 1863
- Hednota bivittella Donovan, 1805
- Hednota cotylophora Turner, 1941
- Hednota crypsichroa Lower, 1893
- Hednota cyclosema Lower, 1896
- Hednota demissalis Walker, 1863
- Hednota diacentra Meyrick, 1897
- Hednota dichospila Turner, 1937
- Hednota empheres Koch, 1966
- Hednota enchias Meyrick, 1897
- Hednota eremenopa Lower, 1903
- Hednota grammellus Zeller, 1863
- Hednota hagnodes Turner, 1941
- Hednota haplotypa Turner, 1904
- Hednota hoplitellus Meyrick, 1879
- Hednota icelomorpha Turner, 1906
- Hednota impletellus Walker, 1863
- Hednota invalidellus Meyrick, 1879
- Hednota koojanensis Koch, 1966
- Hednota longipalpella Meyrick, 1879
- Hednota macrogona Lower, 1902
- Hednota macroura Lower, 1902
- Hednota megalarcha Meyrick, 1885
- Hednota mesochra Lower, 1896
- Hednota milvellus Meyrick, 1879
- Hednota ocypetes Meyrick, 1936
- Hednota odontoides Koch, 1966
- Hednota opulentellus Zeller, 1863
- Hednota orthotypa Turner, 1904
- Hednota panselenella Meyrick, 1882
- Hednota panteucha Meyrick, 1885
- Hednota pedionoma Meyrick, 1885
- Hednota peripeuces Turner, 1941
- Hednota perlatalis Walker, 1863
- Hednota pleniferellus Walker, 1863
- Hednota polyargyra Turner, 1913
- Hednota recurvellus Walker, 1863
- Hednota relatalis Walker, 1863
- Hednota stenipteralis Lower, 1903
- Hednota subfumalis Hampson, 1896
- Hednota tenuilineata Koch, 1966
- Hednota thologramma Meyrick, 1936
- Hednota toxotis Meyrick, 1887
- Hednota trissomochla Turner, 1911
- Hednota urithrepta Turner, 1925
- Hednota vetustellus Walker, 1863
- Hednota xiphosema Turner, 1904
- Hednota xylophaea Meyrick, 1887